# 西健伸
西 健伸（にし たけのぶ、1999年9月27日 - ）は、関西棋院所属の囲碁棋士。兵庫県出身。

## 経歴
両親の勧めで、6歳の頃に碁を始める。
2015年1月、プロ入り。
2017年、二段に昇段。新人王戦の準決勝に進出するも、孫喆に敗れる。。
2018年、棋聖戦のCリーグ入り。3勝2敗とし、残留。三段に昇段。
2019年、棋聖戦のCリーグで1勝3敗となり、陥落。
2020年、四段に昇段。
2021年、五段に昇段。新人王戦の準決勝に進出するも、上野愛咲美に敗れる。天元戦本戦に進出。1回戦で山城宏、2回戦で趙善津、準々決勝で張栩に勝利するも、準決勝で一力遼に敗れる。若鯉戦で決勝に進出。上野愛咲美に敗れ、準優勝。
2022年、碁聖戦本戦に進出。1回戦で志田達哉、2回戦で仲邑信也、準々決勝で酒井佑規に勝利するも、準決勝で余正麒に敗れる。

## 棋風
自分が打つ碁を「合気道みたいな碁」と表現する。相手の力を生かして厚みを築くが、戦いは挑まない。「石を殺しにはいかず、小さいところに固めさせて、広く打つような」と解説。

## 棋歴

### 良績
- 棋聖戦Cリーグ在籍（第43, 44期）[3][5]
- 天元戦本戦 準決勝進出（第46期）[9]
- 碁聖戦本戦 準決勝進出（第47期）[11]
- 広島アルミ杯・若鯉戦 準優勝（第16期）[10]

### 昇段履歴
| 段位 | 日付          | 昇段規定                                      |
| ---- | ------------- | --------------------------------------------- |
| 初段 | 2015年1月1日  | 規定の成績を修めた。                          |
| 二段 | 2017年6月15日 | 勝星対象棋戦通算30勝                          |
| 三段 | 2018年11月1日 | 勝星対象棋戦通算40勝                          |
| 四段 | 2020年1月1日  | 2019年関西棋院賞金ランキング－対象棋士中第2位 |
| 五段 | 2021年1月1日  | 2020年関西棋院賞金ランキング－対象棋士中第2位 |
| 六段 | 2025年4月18日 | 勝星対象棋戦通算90勝                          |

### 受賞履歴
- 関西棋院賞新人賞（2017年）
- 関西棋院賞永井賞（30歳未満の、優れた活躍をした棋士に贈られる、4回）